# Hårda viljor
Hårda viljor: En Nordlandskomedi è un film del 1923, diretto da John W. Brunius, con Gustaf Ranft, basato sul romanzo Sværmere di Knut Hamsun, del 1904. 

## Trama
I pescatori di un paesino costiero norvegese devono la loro relativa prosperità a Fredrik Mack, detto "il grande Mack", al quale vendono grosse quantità di aringhe per alimentare la sua fabbrica di colla. Ma Mack, curiosamente, non è l'unico ad interessarsi di colla, nel paese. Ove Rolandsen passa il tempo libero dal suo lavoro di impiegato dell'ufficio telegrafico, oltre che a suonare la mandola, a sperimentare un nuovo tipo di colla, che pare essere migliore, ed anche ottenibile a minor prezzo di quella del grande Mack. Ma non ha il denaro necessario a sfruttare commercialmente la scoperta: chiede quindi a Mack di far società assieme, ma l'imprenditore pare non interessato, e gli dice di chiederglielo di nuovo più avanti.
Qualche giorno dopo che Elise, la figlia di Mack, è tornata dal suo soggiorno a Kristiania, il padre dà un ricevimento per festeggiarla. Ove è (sempre stato) attratto dalla ragazza, e coglie l'occasione per chiederle di sposarlo. Elise, pur non negando a sé stessa di essere lusingata dalle attenzioni di Ove, rifiuta sdegnosamente, ritenendolo di una classe sociale inferiore. Nel corso della stessa festa si verifica un alterco fra Ove e Mack, che rifiuta ogni futura proposta di collaborazione col telegrafista. Ove decide allora, in primo luogo – denaro permettendo - di mettersi in proprio, alla faccia di Mack, e in seconda istanza, per far ingelosire Elise, di andare a fare una serenata notturna alla sua "seconda scelta", Marie van Loos, governante a casa del locale pastore. Ove non ha mai avuto intenzioni serie con Marie, ma quella notte una serie di circostanze fortuite fanno sì che Marie si consideri d'ora in avanti la sua promessa sposa. Ove e Marie quindi iniziano a frequentarsi con maggiore assiduità, e la cosa ottiene l'effetto voluto: Elise si ingelosisce.
Il giorno dopo la cassaforte nella ditta di Mack viene trovata svaligiata, di una cifra non esagerata. Alcune male lingue nel paese suggeriscono che il ladro potrebbe essere stato lo stesso figlio dell'imprenditore, Fredrik Junior. Mack, per proteggere l'onore della famiglia e convinto dell'innocenza del figlio, offre allora una cifra superiore a quella che gli è stata rubata a chiunque avesse recato notizie dell'effrazione, compreso l'eventuale ladro stesso, che egli non avrebbe denunciato. È l'occasione per il finanziamento che Ove cercava: si "costituisce" quindi presso Mack, che – per quanto incredulo, poiché conosce l'onestà dell'uomo – gli consegna il denaro della ricompensa. Marie rompe i rapporti con lui, con un certo suo sollievo, considerandolo un criminale, e torna alla sua città di provenienza.
Più avanti viene scoperto il reale ladro. Ove Rolandsen, allora, da reo confesso impunito si trasforma in truffatore punibile, poiché ha sottratto con frode del denaro a Mack. Si dà quindi alla macchia. Ripescato da Fredrik Junior viene condotto a casa di Mack quando un telegramma lo informa che una ditta londinese ha comprato il brevetto della colla da lui ideata per una cifra altissima. Ove dice a Mack, furioso contro di lui, che, se crede, può denunciarlo: in ogni caso, al termine dell'eventuale pena, egli aprirà una fabbrica di colla di fronte alla sua e, coi nuovi metodi e le nuove formule da lui inventate, gli farà una concorrenza spietata. Oppure, soggiunge Ove, i due potrebbero mettersi in società.
La Mach & Rolandsen (della quale Ove è il direttore generale) viene inaugurata con un solenne ricevimento a casa di Mack. Nell'occasione, Ove ed Elise, che pure non ha smesso di interessarsi all'uomo – anche perché tempo prima l'ha salvata da un'aggressione -, mostrano, rancorosi e permalosi, reciproco disprezzo. Ove si ritira nello studio di Mack, e riceve in quel momento una lettera di Marie, che lo prega di scusarlo se lo ha mal giudicato, e gli chiede di tornare assieme; egli verga la risposta affermativa. Entra Elise. Ove le mostra la lettera di risposta. I due si baciano, e la lettera viene stracciata.

## Distribuzione
Hårda viljor ha ricevuto il visto della censura il 1º marzo 1923, ed è stato giudicato come destinato ad un pubblico maggiore di 15 anni d'età.
Distribuito dalla Filmindustri AB Skandias Filmbyrå il film è uscito nelle sale cinematografiche svedesi il 5 marzo 1923, con una proiezione al cinema Röda Kvarn di Stoccolma. Hanno fatto seguito le uscite in Finlandia (19 agosto 1923), Danimarca (26 Novembre 1923) e Francia (col titolo La faute d'un autre, 4 aprile 1924).

## Accoglienza
La critiche coeve non sono state particolarmente entusiastiche. Sullo Svenska Dagbladet si leggeva: "Chiunque conosca Sværmere di Hamsun, un romanzo che vive essenzialmente grazie al suo stile originale e alla caratterizzazione stravagante, ma manca di peculiari qualità drammatiche, farà fatica a rendersi conto come un regista ed una casa di produzione cinematografica abbiano voluto investire lavoro e denaro per il film. Del brio e dell'elusiva spiritualità del libro non rimane praticamente nulla nel film. (…) L'unica impressione duratura del film sono le immagini di paesaggi straordinariamente belli con motivi di fiordi e scorci pittoreschi di un piccolo villaggio di pescatori norvegese."
Il redattore del Folket Dagblad Politiken si esprimeva in questo modo: "Il film non appartiene certo alla migliore cinematografia svedese, alcune scene sono decisamente deboli, ma le molte belle immagini della costa norvegese fanno sì che lo spettatore possa ritenersi moderatamente soddisfatto."